# Pityopsis flexuosa
Pityopsis flexuosa là một loài thực vật có hoa trong họ Cúc. Loài này được (Nash) Small miêu tả khoa học đầu tiên năm 1933.